# 1758 Naantali
1758 Naantali eller 1942 DK är en asteroid i huvudbältet som upptäcktes den 18 februari 1942 av den finska astronomen Liisi Oterma vid Storheikkilä observatorium. Den har fått sitt namn efter den finska staden Nådendal.
Den tillhör asteroidgruppen Eos.